# Pathé Baby

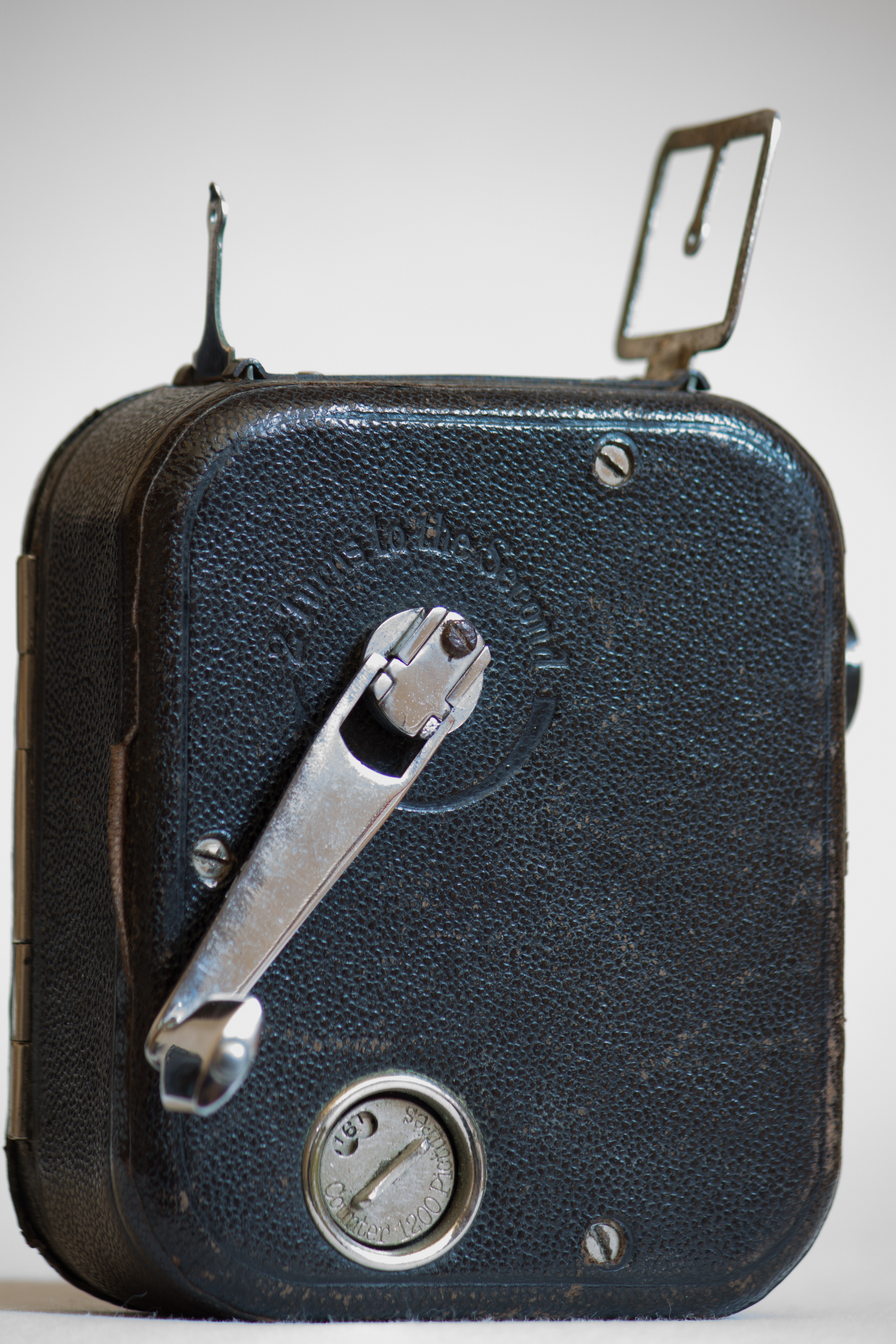
Càmera cinematogràfica de 9.5 mm Pathé Baby de 1923

El Pathé Baby és un sistema de cinema amateur inventat per Victor Continsouza i fabricat i comercialitzat per l'empresa francesa Pathé Frères entre l'any 1922 i l'any 1946 que va destacar per ser un dels primers sistemes cinematogràfics pensats i dissenyats per portar el cinema a casa. Constava d'una petita càmera i un projector de sobretaula que funcionaven amb pel·lícula perforada de 9,5 mm, format que també havia introduït aquell sistema. La seva mida excepcionalment petita per l'època en què va sortir al mercat juntament amb l'innovador i econòmicament més assequible format de pel·lícula que feia servir van fer que el sistema es tornés molt popular durant les dècades dels anys 1920 i 1930.

## Breu història del Pathé Baby
L'empresa Pathé Frères, que va ser fundada a París l'any 1896 pels germans Pathé, fou una empresa dedicada des del primer moment a la indústria de l'equipament cinematogràfic i dels fonògrafs. Durant els primers anys del segle xx, després d'adquirir drets sobre la patent dels germans Lumière l'any 1902, Pathé Fères va convertir-se en una de les productores més importants del món en aquell moment (productora que encara segueix activa avui en dia sota el nom de Pathé).
Després de tenir molt èxit comercialitzant equipament cinematogràfic i musical i construint sales de cinema arreu de França, Bèlgica, Itàlia i Espanya, entre altres països, va dedicar-se a investigar sobre nous sistemes innovadors com per exemple la coordinació de les pel·lícules amb els gramòfons o la inversió en experiments de coloració a mà sobre les pel·lícules en blanc i negre. Finalment, l'any 1922, va introduir el sistema Pathé Baby, el primer sistema de cinema que tothom podia tenir a casa.

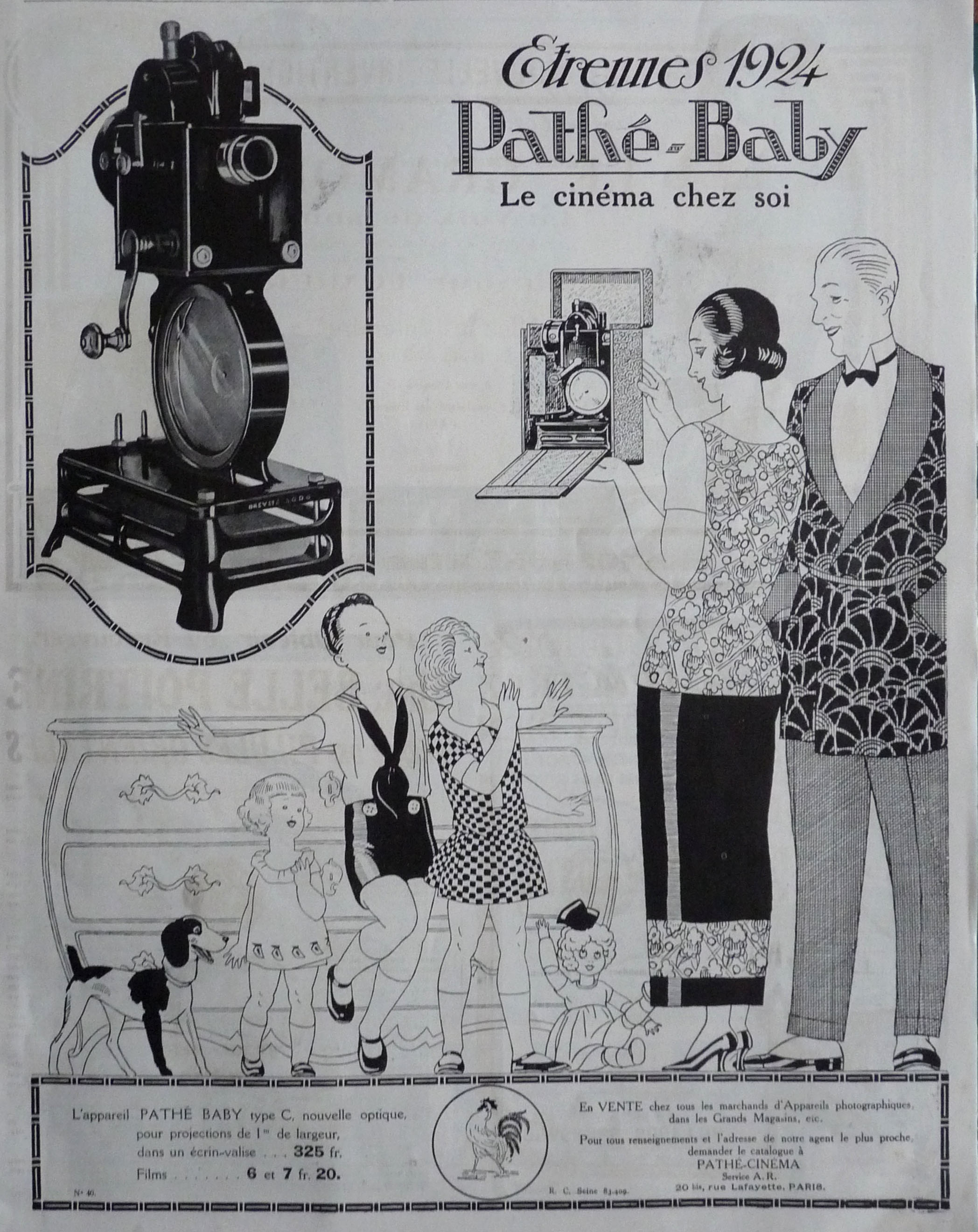
Publicitat del projector Pathé Baby de l'any 1923 amb l'eslògan "el cinema a casa teva"

Buscant obrir un nou mercat fins llavors inexistent, a principis dels anys vint Pathé Frères va demanar a l'empresa de Continsouza que desenvolupés un projector petit, familiar i econòmic que permetés al públic fer projeccions de cinema a casa seva. El nadal de 1922 es va llançar a la venda el projector, que es comercialitzava juntament amb un catàleg de centenars de títols de pel·lícules de la productora Pathé que es podien visualitzar fent-lo servir. Aquest fet i la gran publicitat que es va fer del nou invent van contribuir al gran èxit que va tenir el projector, del quan se'n van vendre 20,000 exemplars durant els primers mesos que va estar al mercat.
Veient l'èxit que va tenir el producte, l'empresa Pathè Frères va demanar de nou a Continsouza que desenvolupés una càmera petita, domèstica i econòmica que acompanyés al projector. Aquesta va sortir a la venda el mateix 1923, i va tenir un gran èxit arreu tant per França com arreu del món sencer, ja que va ser la primera càmera de cinema amateur i la més petita fabricada fins llavors.
Durant els anys següents Pathé Frères es va dedicar ampliar el seu mercat, fer millores en els seus productes i comercialitzar el seu sistema de cinema domèstic i amateur per diferents països d'Europa i del món com ara el Regne Unit, Alemanya, Àustria o Estats Units d'Amèrica, i fins a l'any 1946 va estar creant nous productes en la línia de Pathé Baby com ara la Pathé Motocamera (1928), la Pathé Motocamera B (1932), la Pathé Baby Royal (1936), el Pathé Lux Projector (1932), el Pathéscope Kid Projector (1930) o el Pathé Vox Projector (1937).

## Projector Pathé Baby

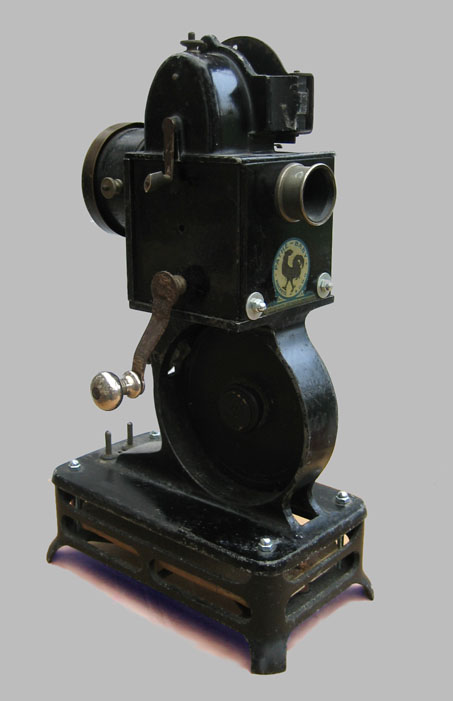
Projector cinematogràfic Pathé Baby de 1924

Fabricat per l'empresa Pathè Frères, va ser el primer projector domèstic que es va comercialitzar. Reproduïa cintes de cinema mut de 9,5 mm, que es guardaven en carrets metàl·lics que permetien al projeccionista no haver de tocar la pel·lícula amb les mans. Originalment, aquests carrets contenien fins a 9 metres de cinta, però en models posteriors es va ampliar la capacitat a 20 i fins i tot a 100 metres de pel·lícula. Funcionava manualment, accionant una maneta que hi havia al lateral, tot i que més tard es va substituir aquest sistema per un motor elèctric. La versió primitiva, el Pathé Baby estàndard, es va comercialitzar entre els anys 1922 i 1935, i va anar incorporant millores com una dinamo, un motor elèctric, un ampliador d'imatges o un aparell per fer impressions als fotogrames de les pel·lícules.

## Càmera Pathé Baby
La càmera Pathé Baby va ser la primera càmera de cinema amateur que es va comercialitzar, i una de les més petites que s'havien fabricat mai fins llavors. Va ser pionera en la introducció de la pel·lícula de 9.5 mm, més barata i assequible que la cinta de 35 mm que es feia servir llavors. A part de les innovacions que va aportar, es caracteritzava per ser molt diminuta (11x10x5 centímetres i 615 grams de pes). Funcionava amb un obturador manual que gravava a 14-16 fotogrames per segon, i incorporava un objectiu F 1:3,5 de 20mm. Estava fabricada amb alumini folrat de pell de color negre o marró, i es van arribar a fabricar més de 300,000 aparells entre 1923 i 1930.

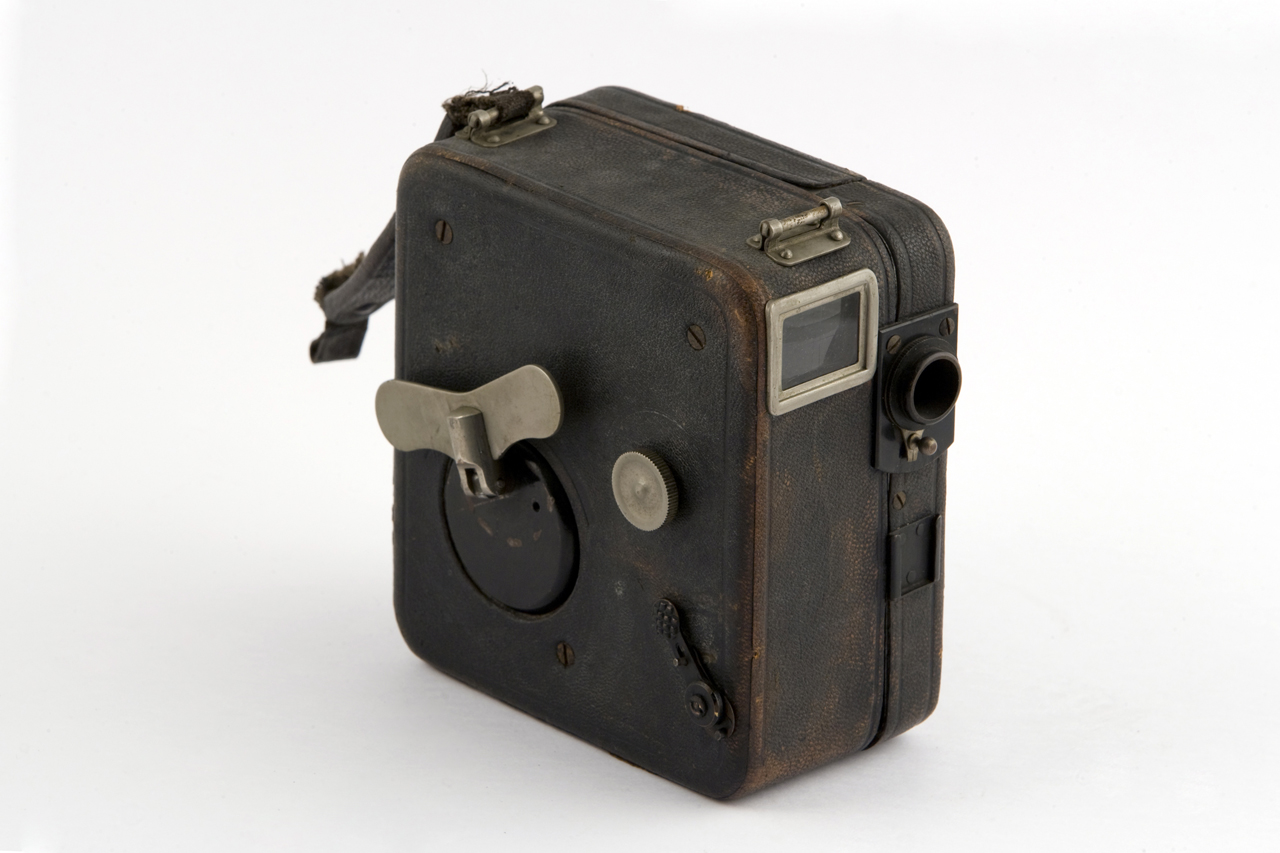
Pathé Motocamera de 1928

El model original de càmera Pathé Baby va aparèixer al mercat per primer cop l'any 1923, i permetia als cineastes aficionats gravar les seves pròpies pel·lícules amb un sistema econòmic, pràctic i senzill. A la càmera manual original se li van afegir millores posteriors com l'automatització de l'obturador a partir d'un mecanisme de rellotgeria, i durant les dues dècades següents es van desenvolupar nous models de la càmera com la Pathé Motocamera (1928), la Pathé Mondial (1932), la Pathé Baby Royal (1936) o la Pathé National (1946).